# テニスの王子様2004 Stylish Silver & Glorious Gold
テニスの王子様2004 STYLISH SILVERおよびテニスの王子様2004 GLORIOUS GOLDは、2004年3月18日にゲームボーイアドバンスで同時発売されたソフト。発売元はコナミ。

## 前作からの変更点
- 前作のキャラクターも含め、新たなキャラクターが追加された。
- ほとんどのキャラクターに必殺技が追加された。
- ボイスが変更された。
- 必殺技の使用がレベルの段階に使える様に変更された。
- 覚醒が新しく追加された。
- わざとアウトになるロブも打てる様になった（相手が返球すると覚醒に必要なゲージが溜まる）。
- キャラクターの出現条件が一部変更された。
- 一度中断したゲームの途中から再開する事が出来る要素が追加された。

## モード

### ソロプレイ
公式試合シングルス…前作とルールは同様だが、今作は対戦相手がランダムになった。
公式試合ダブルス…今作からソロプレイでもプレイ可能となった。こちらも対戦相手がランダムに決まる。ペアの名称がクリア後に出てくる。
練習試合シングルス・ダブルス…今までのシリーズとルールは同様。

### 通信対戦
練習試合シングルス・ダブルス…こちらも今までのシリーズとルールは同様。

### 通信協力
公式試合ダブルス…前作とルールは同様。もちろん、このモードでも隠しキャラクターを出すことが出来る。

## 登場キャラクター

### 両作品に登場
- 青春学園
  - 越前リョーマ
  - 海堂薫
  - 桃城武
  - 河村隆
  - 菊丸英二
  - 大石秀一郎
  - 不二周助
  - 手塚国光
  - 乾貞治
  - 大和祐大 - OBだが、青春学園中等部のユニフォームを着て登場している。

### STYLISH SILVER
- 芝砂織 - ナレーションを務める。
- 不動峰
  - 神尾アキラ
  - 伊武深司
  - 石田鉄
  - 橘桔平
  - 橘杏
- 銀華
  - 福士ミチル
- 氷帝学園
  - 跡部景吾
  - 樺地崇弘
  - 向日岳人
  - 忍足侑士
  - 宍戸亮
  - 鳳長太郎
  - 芥川慈郎
  - 日吉若
  - 滝萩之介
  - 榊太郎
- 六角
  - 天根ヒカル
  - 黒羽春風
  - 葵剣太郎
  - 佐伯虎次郎
  - 樹希彦
  - 木更津亮

### GLORIOUS GOLD
- 井上守 - ナレーションを務める。
- 越前南次郎 - 『GENIUS BOYS ACADEMY』からの復活となる。
- 青春学園
  - 竜崎桜乃
- 聖ルドルフ学院
  - 観月はじめ
  - 木更津淳
  - 柳沢慎也
  - 不二裕太
  - 赤澤吉朗
  - 金田一郎
- 山吹
  - 千石清純
  - 亜久津仁
  - 壇太一
  - 南健太郎
  - 東方雅美
  - 室町十次
- 緑山
  - 季楽靖幸
- 立海大附属
  - 切原赤也
  - 真田弦一郎
  - 柳連二
  - ジャッカル桑原
  - 丸井ブン太
  - 柳生比呂士
  - 仁王雅治
  - 幸村精市 - ゲストボイスとして登場。